# 1426 w literaturze
Wydarzenia literackie w 1426 roku.

## Urodzili się
- Costanza Varano, włoska pisarka i humanistka (zm. 1447)
- Giovanni Pontano, włoski poeta (zm. 1503)

## Zmarli
- Thomas Hoccleve, angielski poeta (ur. ok. 1368)